# Pandanus exaltatus
Pandanus exaltatus är en enhjärtbladig växtart som beskrevs av Francisco Manuel Blanco. Pandanus exaltatus ingår i släktet Pandanus och familjen Pandanaceae.
Artens utbredningsområde är Filippinerna. Inga underarter finns listade.